# Circus maillardi
Circus maillardi là một loài chim trong họ Accipitridae.
Loài chim săn mồi này hiện chỉ được tìm thấy trên đảo Réunion ở Ấn Độ Dương, mặc dù vật liệu hóa thạch từ Mauritius đã được gọi là loài này. Nó được biết đến tại địa phương là papangue hoặc pia jaune. C. macrosceles ở Madagascar và Quần đảo Comoro trước đây được coi là một phân loài của loài chim này nhưng ngày càng được coi là một loài riêng biệt. Loài này dường như đang suy giảm về số lượng và nó được phân loại là một loài có nguy cơ tuyệt chủng.
Thân dài khoảng 42–55 cm; con mái lớn hơn con trống khoảng 3%-15%. Chim trống có đầu và lưng màu đen với những vệt trắng. Phần dưới, phần dưới và phần mông có màu trắng và phần đuôi màu xám. Cánh có màu xám và đen với cạnh trắng. Chim mái và con non có màu nâu sẫm với đuôi màu trắng và đuôi sọc. 

## Hình ảnh

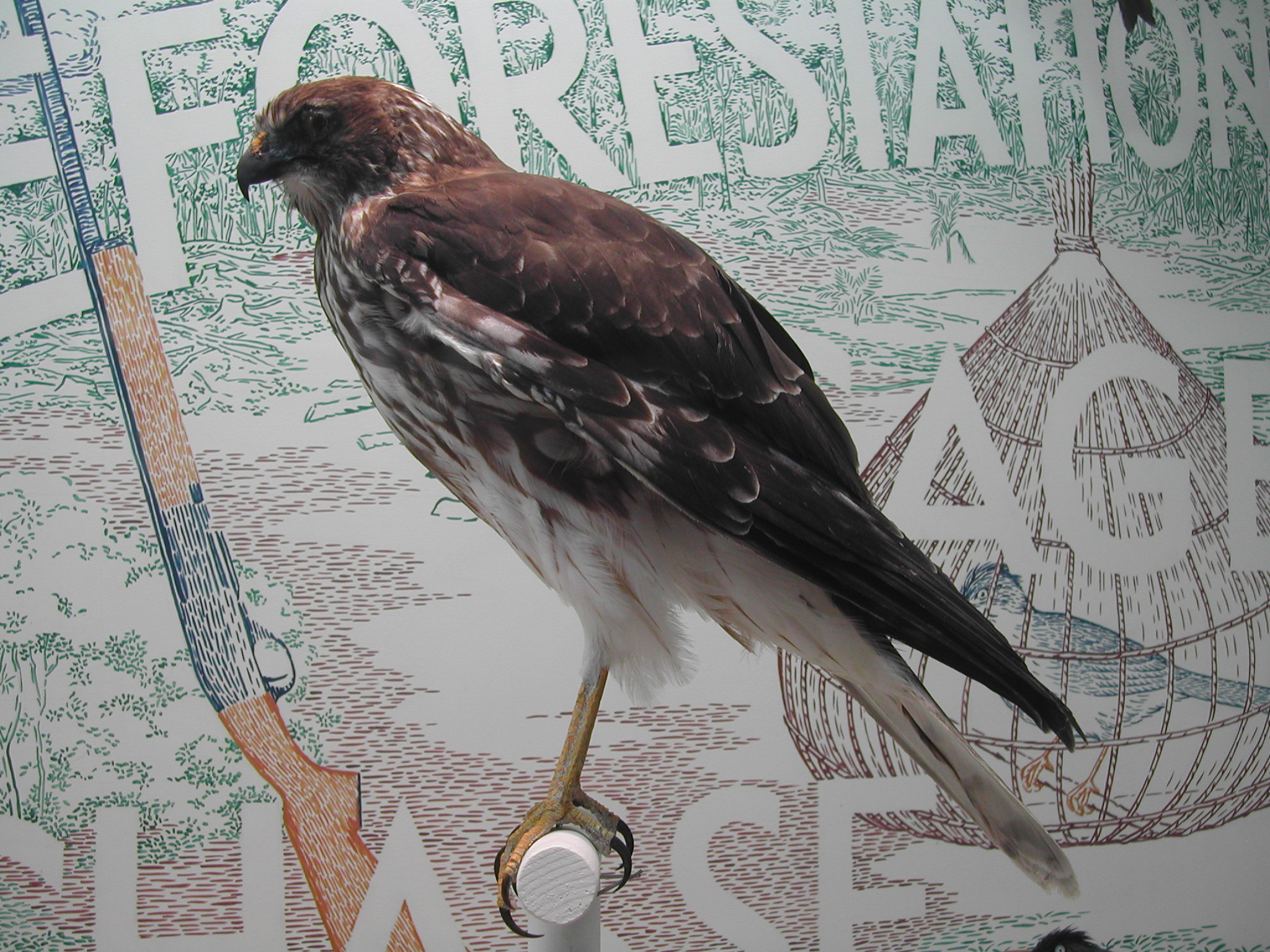
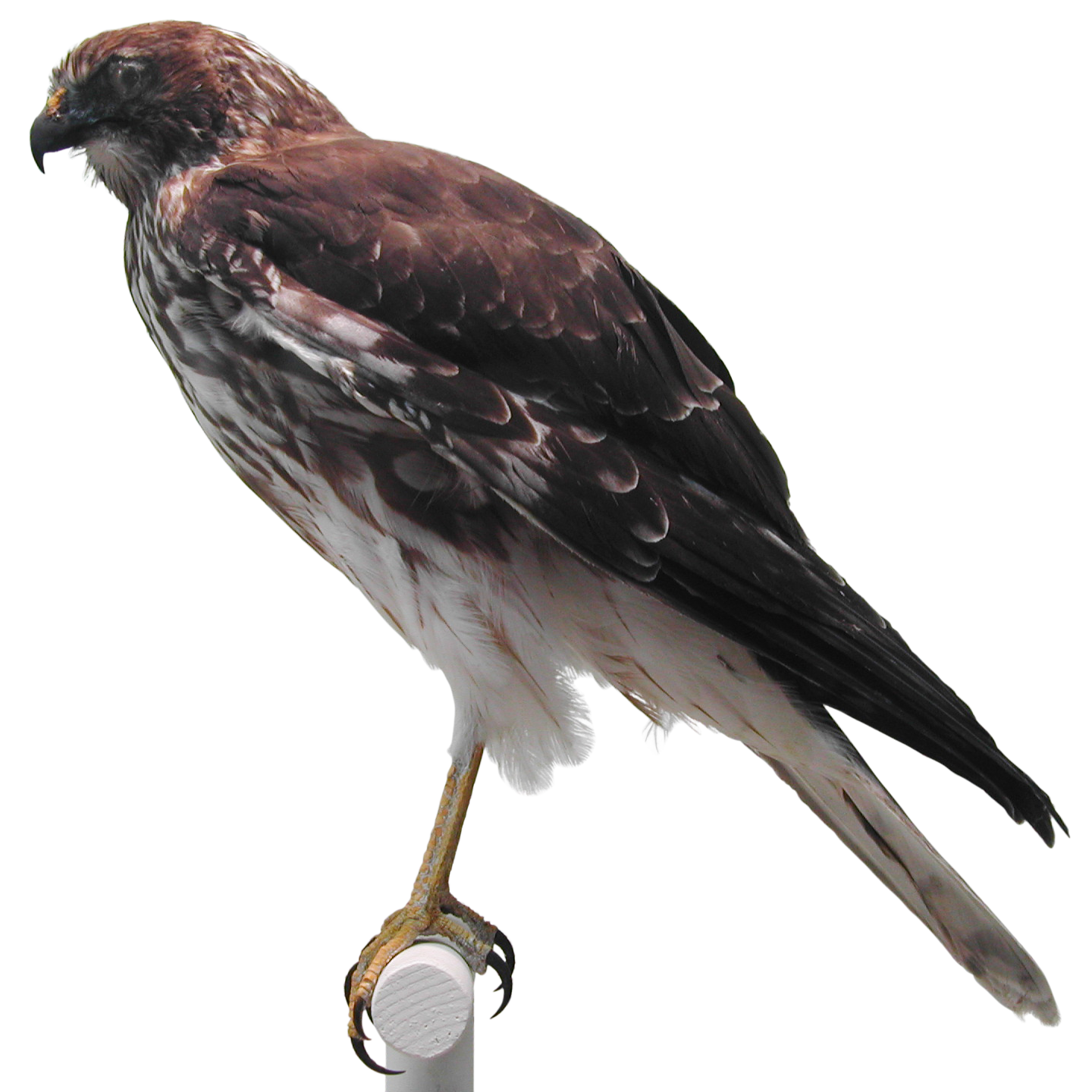
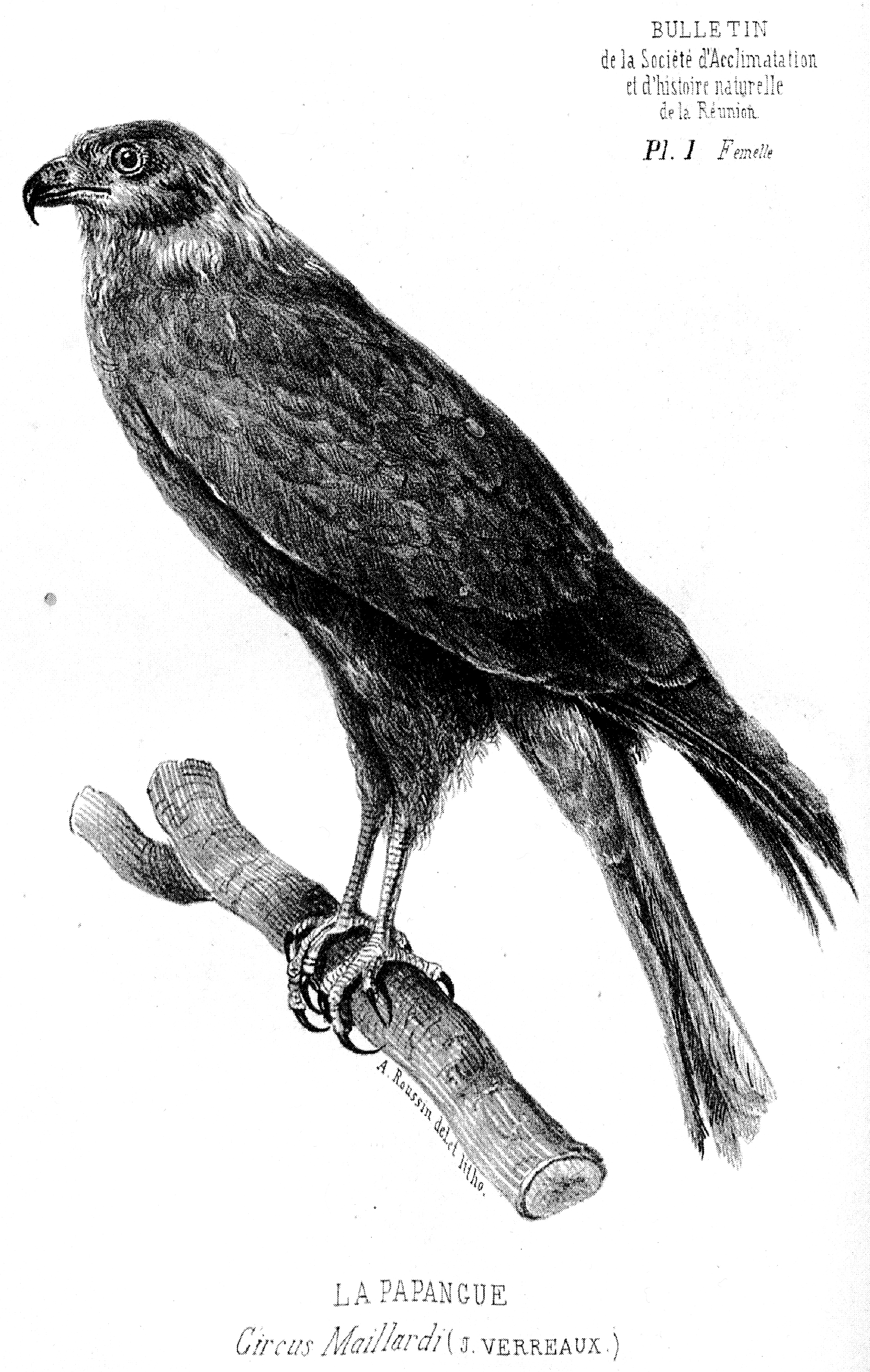
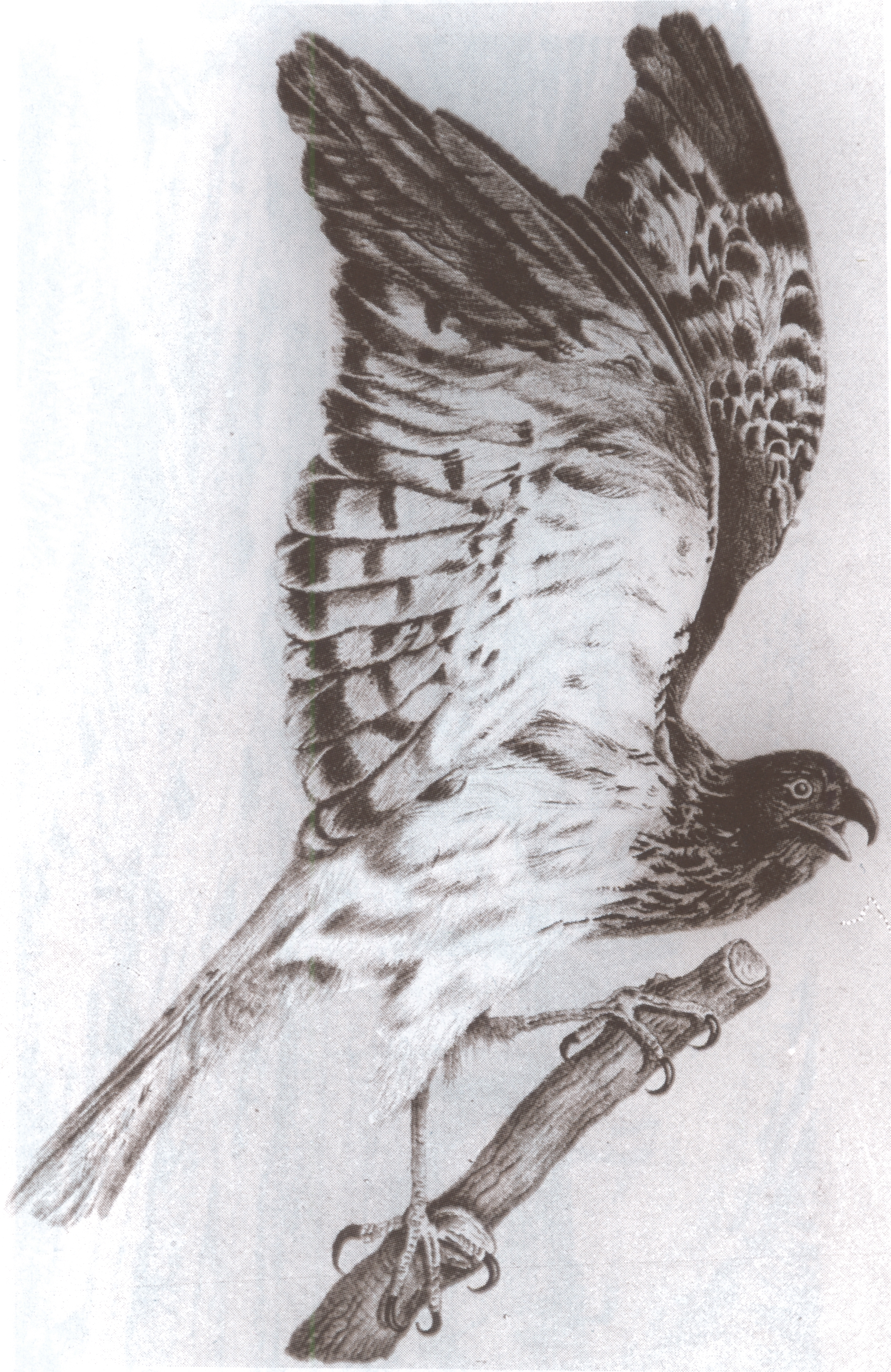
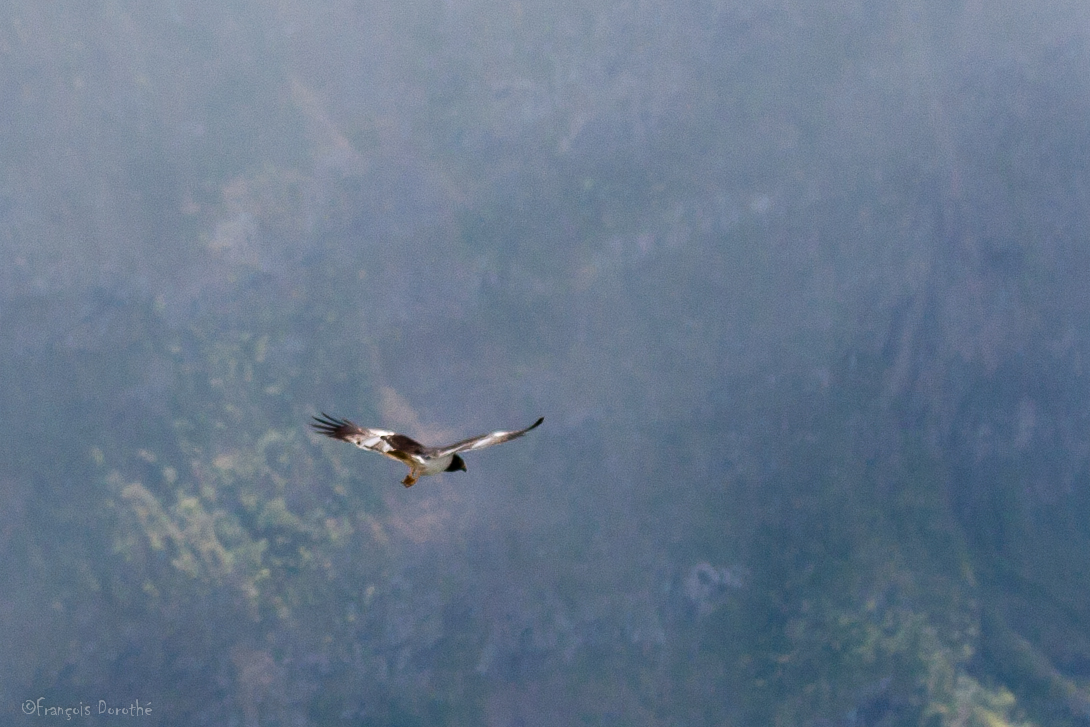
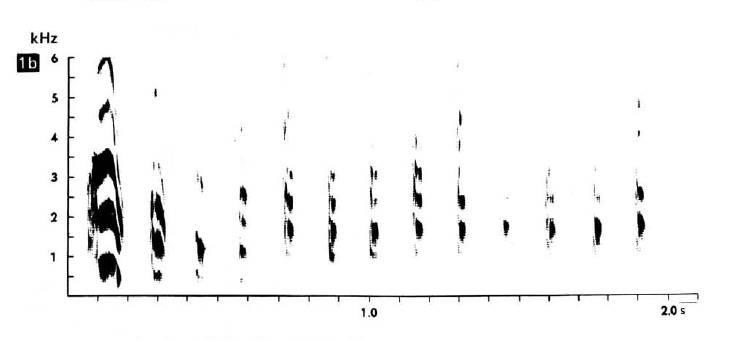